# Hasselsopp
Hasselsopp (Leccinum pseudoscabrum) är en svampart som först beskrevs av Franz Kallenbach, och fick sitt nu gällande namn av Josef Šutara 1989. Hasselsopp ingår i släktet Leccinum och familjen Boletaceae.  Arten är reproducerande i Sverige. Inga underarter finns listade i Catalogue of Life.

## Källor

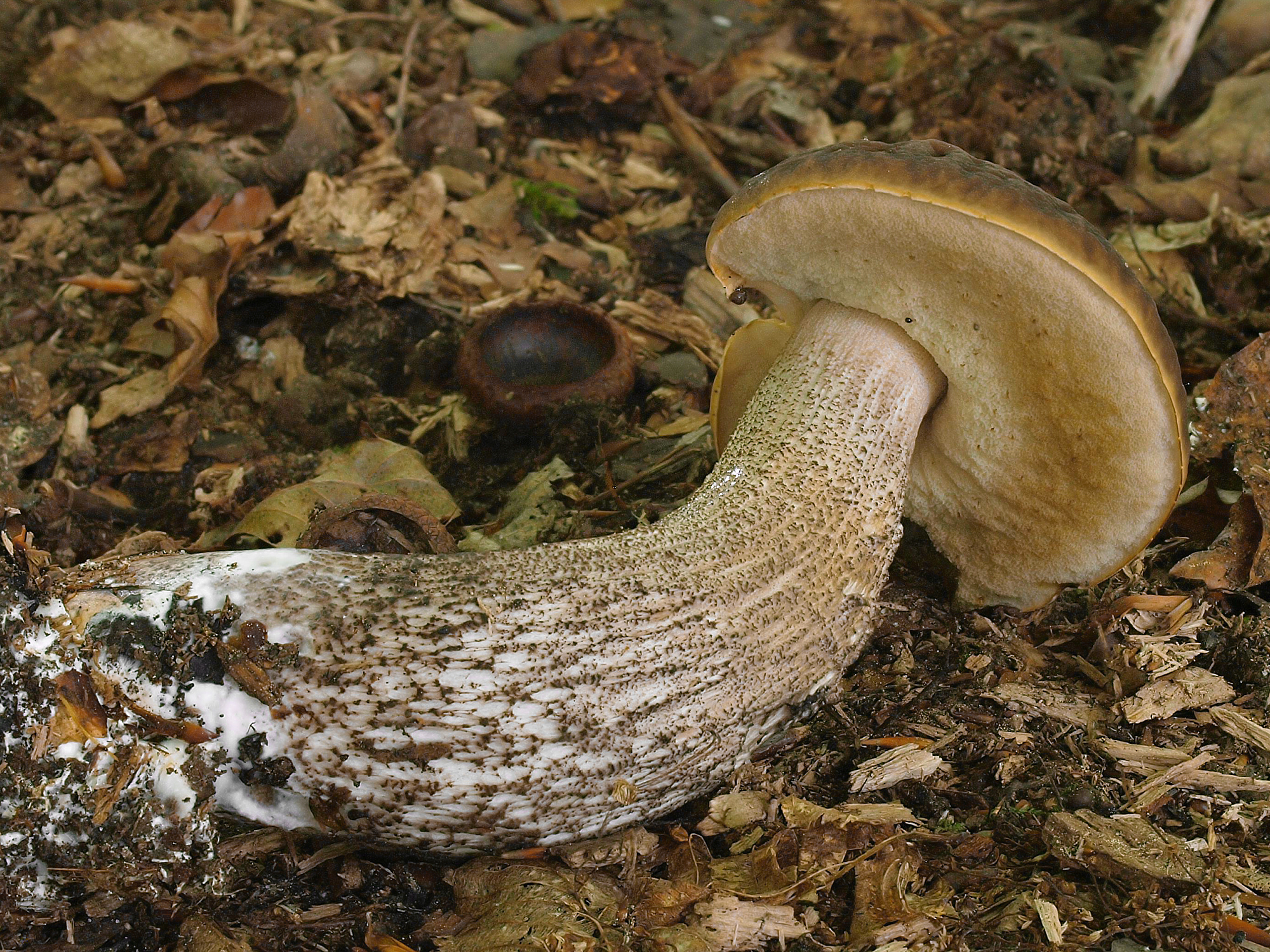
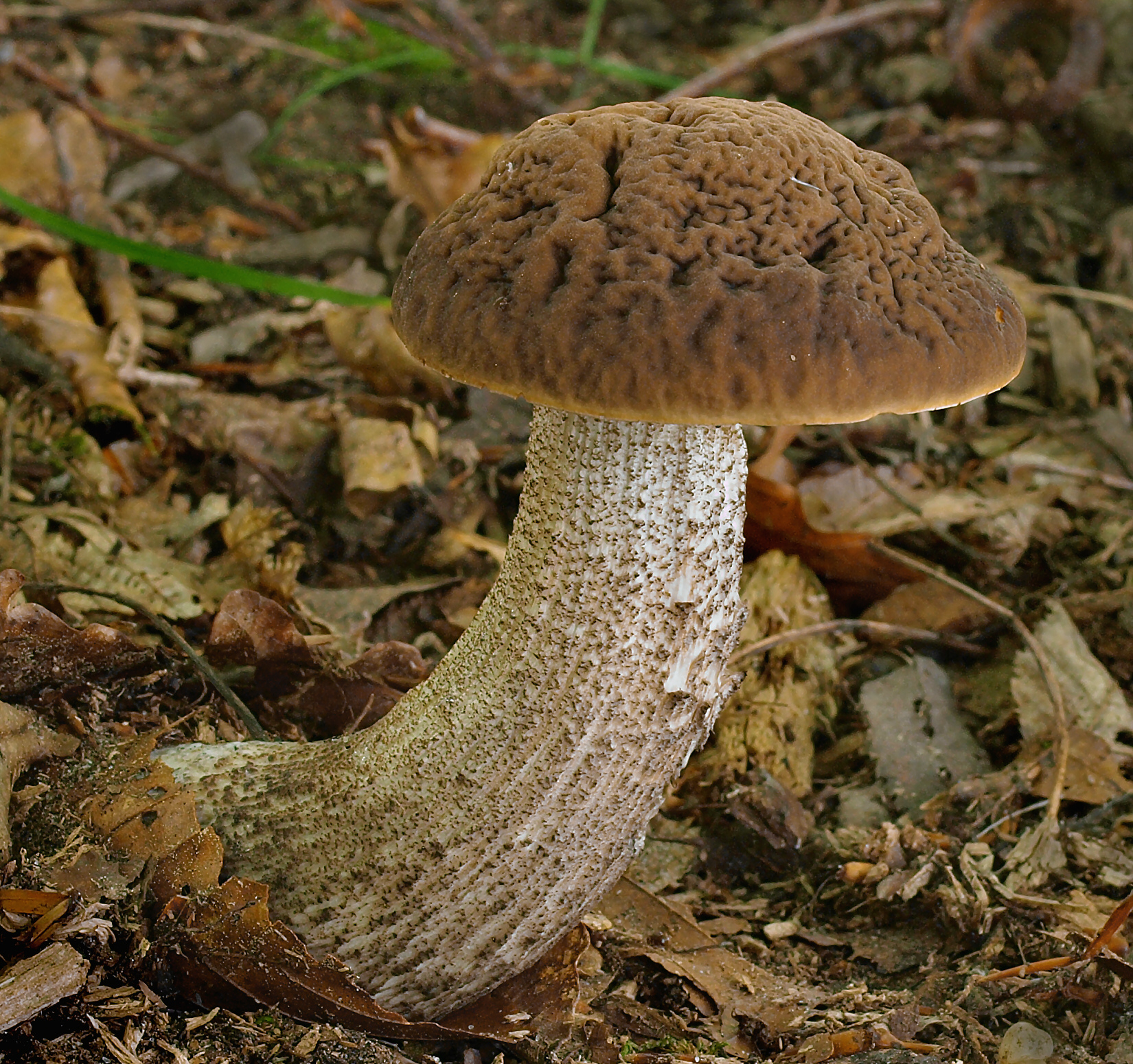
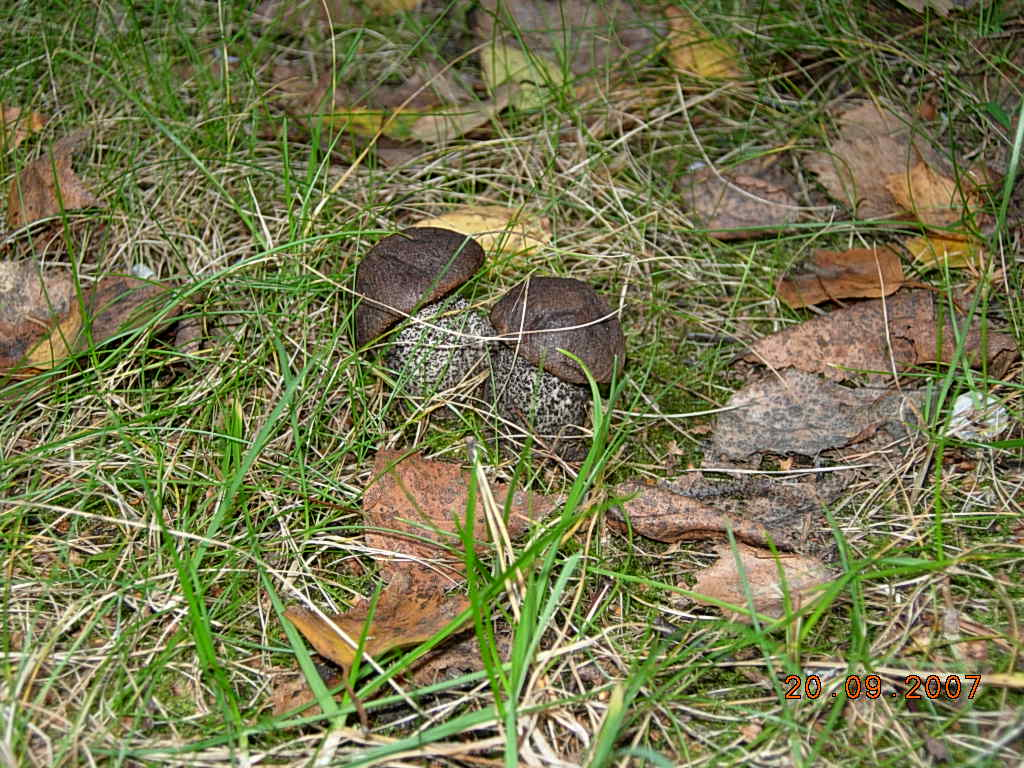
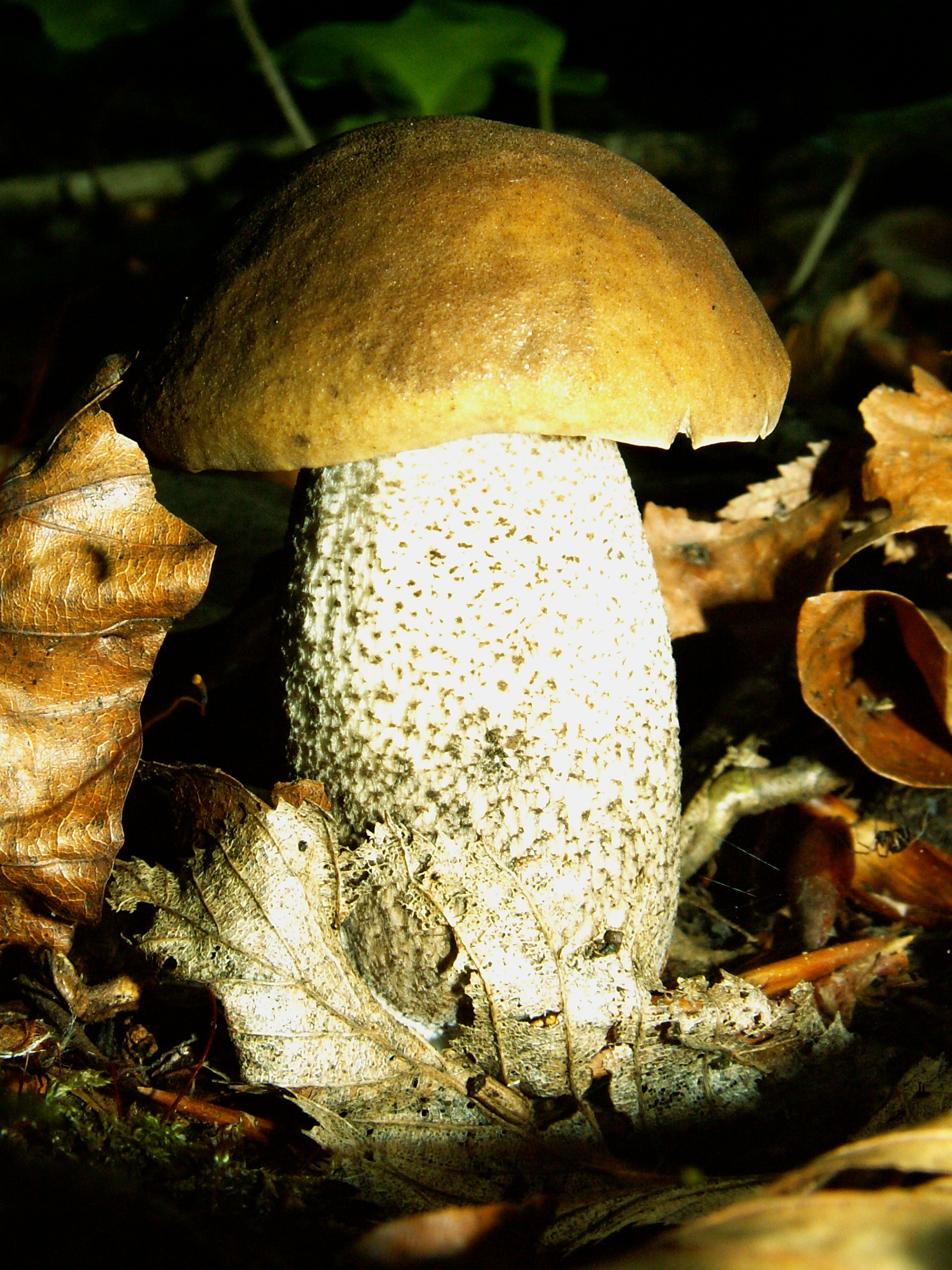
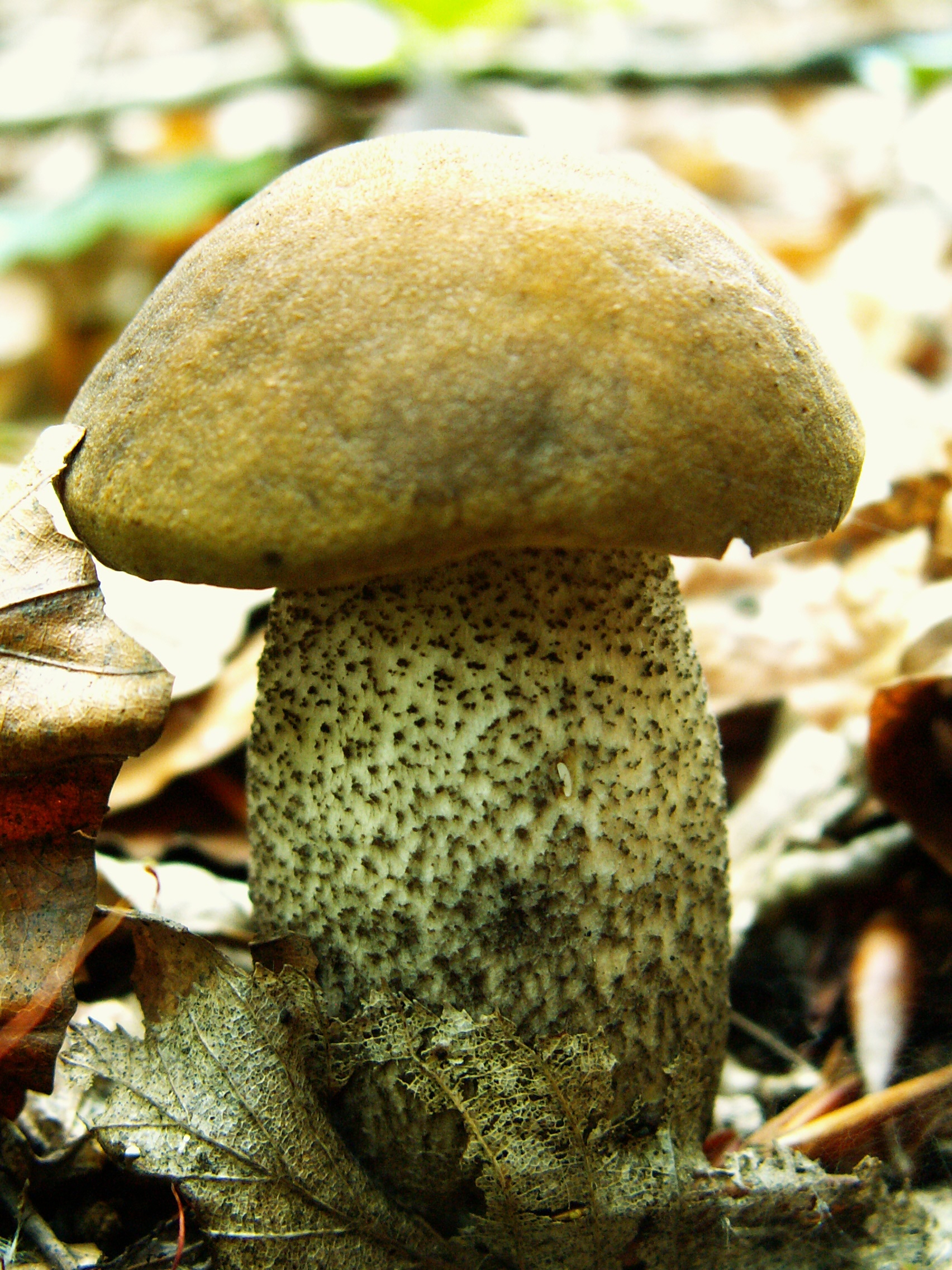
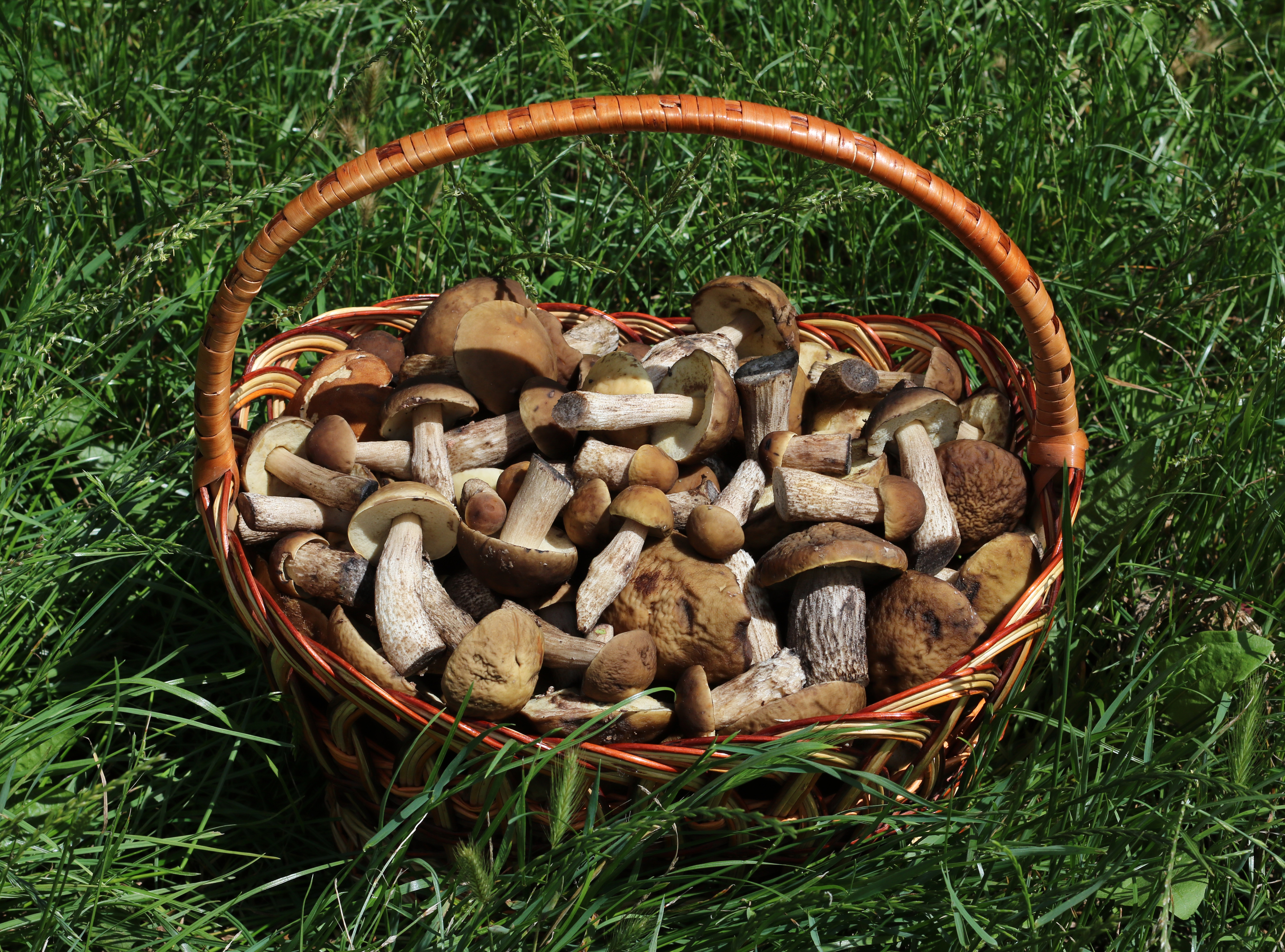
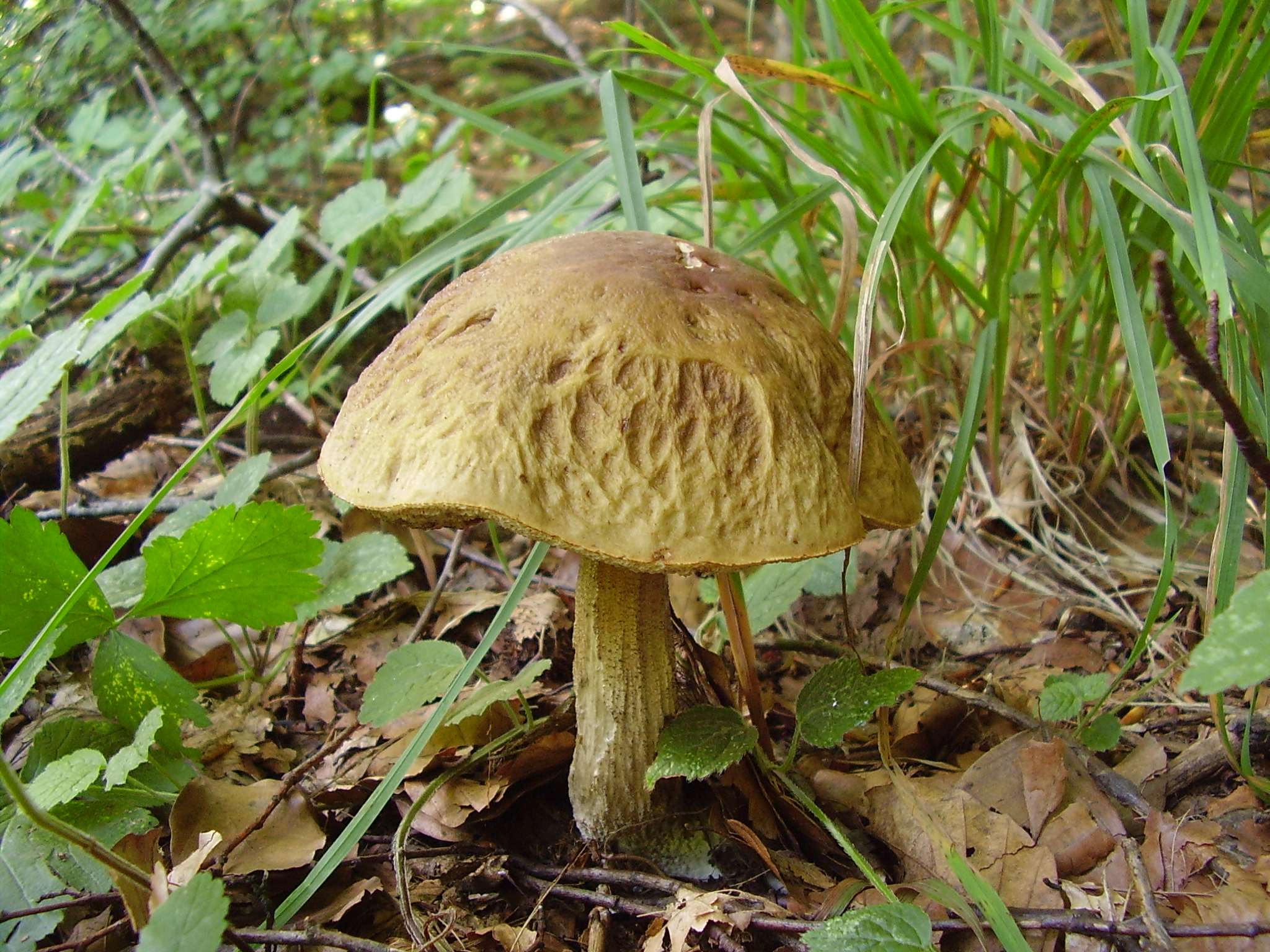
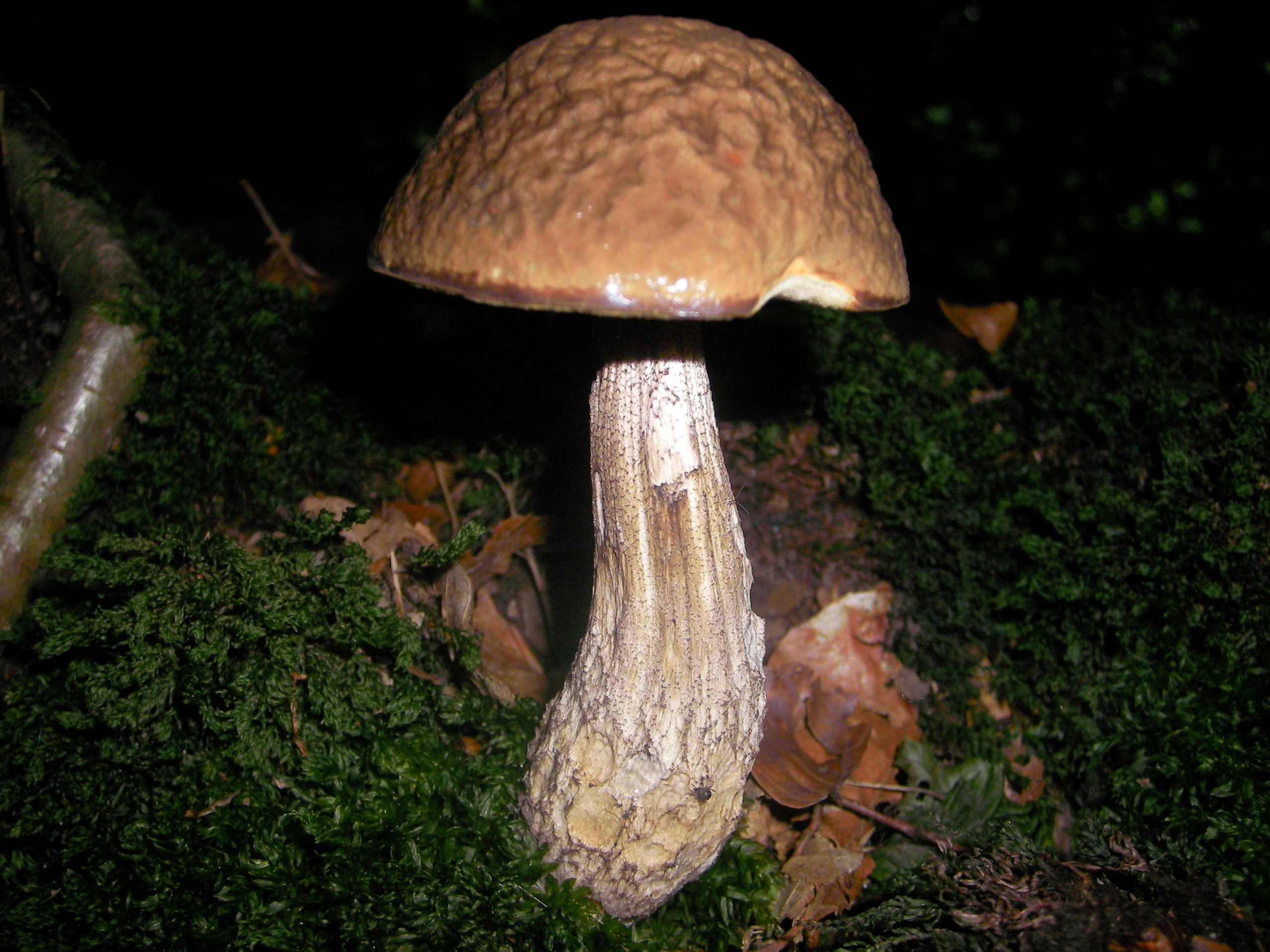
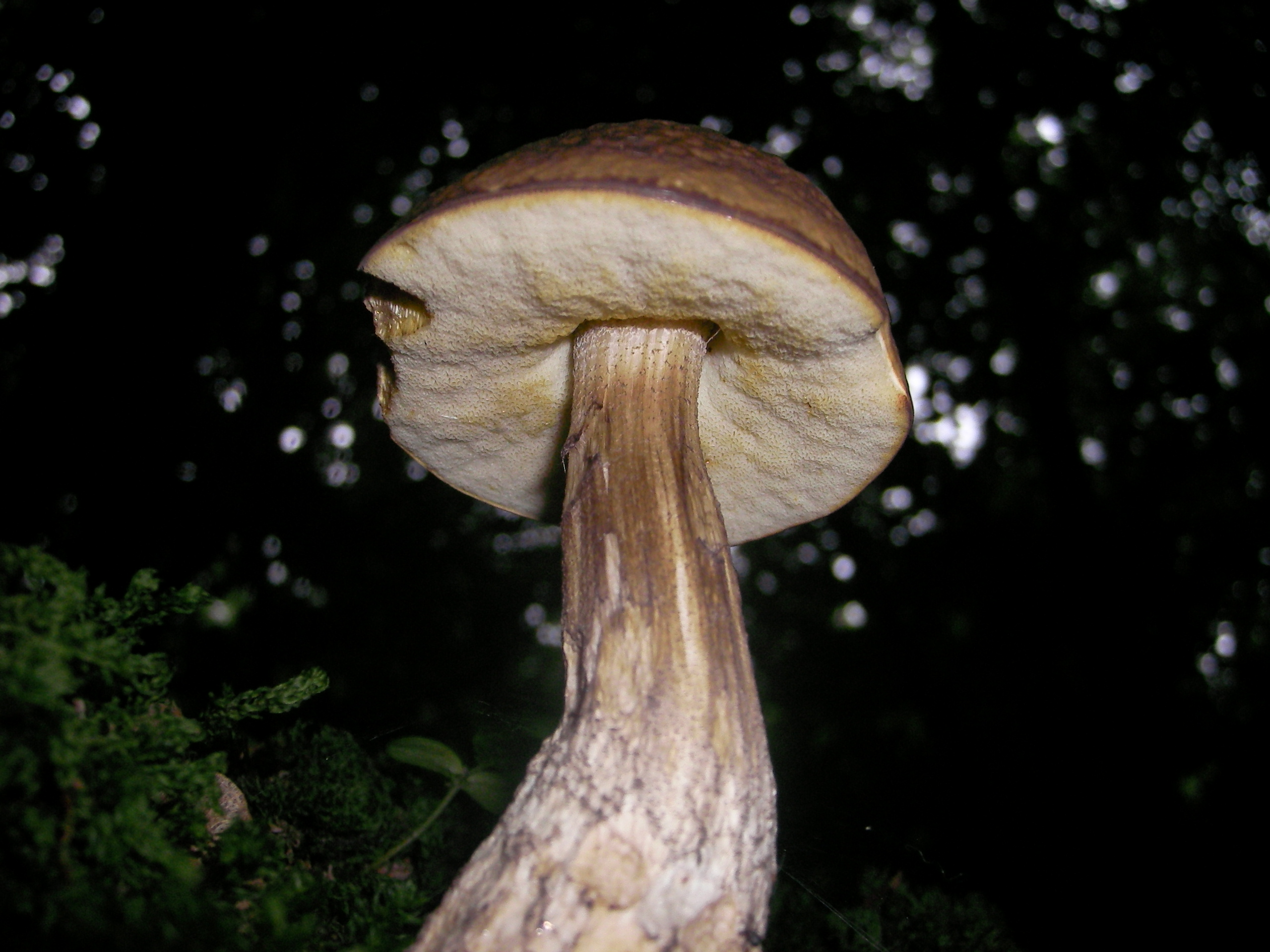